# 4654 Gorʹkavyj
A 4654 Gorʹkavyj (ideiglenes jelöléssel 1977 RJ6) a Naprendszer kisbolygóövében található aszteroida. Nyikolaj Sztyepanovics Csernih fedezte fel 1977. szeptember 11-én.